# Irene Andres-Suárez
Irene Andrés-Suárez (León, 17 de juliol de 1948) és una hispanista espanyola.

## Biografia
Irene Andrés-Suárez es va llicenciar en Filologia Hispànica a la Universitat d'Oviedo en 1974. Es va doctorar en la mateixa disciplina a la Universitat de Ginebra en 1982, amb la tesi dirigida per Luis López Molina i titulada Los cuentos de Ignacio Aldecoa. Consideraciones teóricas sobre el cuento literario, que posteriorment va publicar com a llibre en 1986.
Andres-Suárez és catedràtica de Literatura a la Universitat de Neuchâtel (Suïssa), on dirigeix el Centre de Recerca de Narrativa Espanyola i organitza des de 1993 el Grand Séminaire, un col·loqui internacional sobre els escriptors espanyols contemporanis. És especialista en literatura espanyola contemporània i li ha dedicat nombrosos articles i diversos llibres, entre d'altres, la tesi ja esmentada, La novela y el cuento frente a frente (1995) i La inmigración en la literatura española contemporánea (2002). Ha estat pionera en l'estudi del microrelat& espanyol, gènere al qual ha dedicat més d'una vintena de treballs i un congrés internacional, les actes del qual es van publicar sota el títol La era de la brevedad. El microrrelato hispánico (2008).